# Sessea macrophylla
Sessea macrophylla är en potatisväxtart som beskrevs av Francey. Sessea macrophylla ingår i släktet Sessea och familjen potatisväxter. Inga underarter finns listade i Catalogue of Life.